# Руй Барбоза ді Олівейра
Руй Барбоза ді Олівейра (порт. Ruy Barbosa de Oliveira, 5 листопада 1849, Салвадор, Баія, Бразильська імперія — 1 березня 1923, Петрополіс, Ріо-де-Жанейро, Бразилія) — бразильський письменник, політик, дипломат і юрист.

## Біографія
Руй Барбоза народився в Салвадорі 1849 року. У 1865 вступив на Юридичний факультет Ресіфі, у 1868 перевівся в університет Сан-Паулу. Здобувши ступінь бакалавра права в 1870 році, почав кар'єру журналіста й оратора. Першу свою промову за скасування рабства виголосив у 19-річному віці. З того часу був відомий як прихильник громадянських прав (а також переходу від золотого стандарту до фідуціарних грошей).
У 1877 році Барбоза був обраний депутатом до законодавчих зборів штату Баїя.
З проголошенням республіки Барбоза став членом Тимчасового уряду Бразилії, в якому обіймав посади міністра юстиції (1889) та міністра фінансів (1889—1891). Також Барбоза був членом Конституційної асамблеї та був одним із головних авторів першої республіканської Конституції Бразилії.
У 1894 Барбоза був кандидатом на перших загальних президентських виборах, але зміг зайняти лише четверте місце.
У 1895 Барбоза був обраний в Сенат штату Баія. У 1905 він знову хотів висунутися на пост президента, але зняв свою кандидатуру на підтримку Афонсу Пени.
У 1907 році Барбоза представляв Бразилію на 2-й мирній конференції в Гаазі.
У 1910, 1914 та 1919 роках Барбоза знову балотувався на пост президента, але так і не зумів посісти перше місце.
У 1923 Руй Барбоза помер.

## Пам'ять

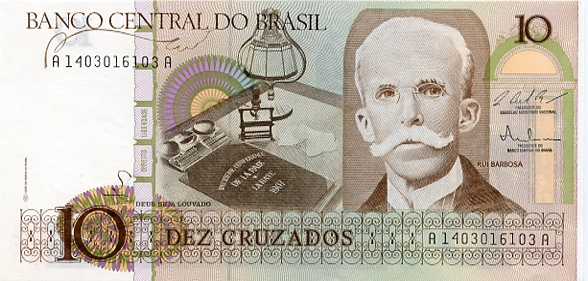
Руй Барбоза на банкноті 10 бразильских крузадо.

- Іменем Барбози названо два однойменні муніципалітети в штатах Баія і Ріу-Гранді-ду-Норті .
- Зображений на банкноті 10 бразильских крузадо.